# Карла и Йонас
«Карла и Йонас» (дат. Karla og Jonas) — датская семейная и подростковая драма, снятая Шарлотой Сакс Боструп в 2010 году. Является продолжением фильма «Карла и Катрина».

## Сюжет
В этой части показано, что Карла по-настоящему влюбляется в Йонаса. Йонас приглашает Карлу на свой день рождения. Ребята решают найти настоящую маму мальчика.

## В ролях
| Актёр                   | Роль                            |
| ----------------------- | ------------------------------- |
| Елена Арндт-Йенсен      | Карла                           |
| Джошуа Берман           | Йонас                           |
| Нанна Коппел            | Катрина                         |
| Николай Стовринг Хансен | Мадс-Мортен                     |
| Лассе Гульдберг Кампер  | Малыш                           |
| Эллен Хиллингсо         | Рикке (мать Карлы)              |
| Николай Коперникус      | Ляйф (отчим Карлы, отец Малыша) |
| Настя Арсель            | Йетте                           |
| Мира Уонтинг            | Нанна                           |
| Стефани Леон            | Силль                           |

## Премьеры
| Страна   | Дата премьеры        | Название        |
| -------- | -------------------- | --------------- |
| Дания    | 25 марта 2010 года   | Karla og Jonas  |
| Польша   | 11 февраля 2011 года | Karla i Katrina |
| Германия | 27 апреля 2012 года  | Karla & Katrine |